# Diocese de Sivagangai
A Diocese de Sivagangai (Latim:Dioecesis Sivagangaiensi) é uma diocese localizada no município de Sivaganga, no estado de Tâmil Nadu, pertencente a Arquidiocese de Madurai na Índia. Foi fundada em 3 de julho de 1987 pelo Papa João Paulo II. Com uma população católica de 179.000 habitantes, sendo 5,8% da população total, possui 82 paróquias com dados de 2020.

## História
Em 3 de julho de 1987 o Papa João Paulo II cria a Diocese de Sivagangai através do território da Arquidiocese de Madurai.

## Lista de bispos
A seguir uma lista de bispos desde a criação da diocese em 1987.
|                          | Nome                    | Período     | Notas         |
| Bispos                   | Bispos                  | Bispos      | Bispos        |
| ------------------------ | ----------------------- | ----------- | ------------- |
| 3º                       | Lourdu Anandam          | 2023-       | Atual         |
| 2º                       | Jebamalai Susaimanickam | 2005 - 2020 | Bispo emérito |
| 1º                       | Edward Francis          | 1987 - 2005 |               |
| Administrador apostólico |                         |             |               |
| 1º                       | Stephen Antony Pillai   | 2021 - 2023 |               |